# ホスホペントムターゼ
ホスホペントムターゼ(Phosphopentomutase、EC 5.4.2.7)は、以下の化学反応を触媒する酵素である。
α-D-リボース-1-リン酸{\displaystyle \rightleftharpoons }D-リボース-5-リン酸
従って、この酵素の1つの基質はα-D-リボース-1-リン酸、1つの生成物はD-リボース-5-リン酸である。
この酵素は異性化酵素、特にリン酸基を転移する分子内ホスホトランスフェラーゼに分類される。系統名は、α-D-リボース 1,5-ホスホムターゼである。その他よく用いられる名前に、phosphodeoxyribomutase、deoxyribose phosphomutase、deoxyribomutase、phosphoribomutase、alpha-D-glucose-1,6-bisphosphate:deoxy-D-ribose-1-phosphate、phosphotransferase、D-ribose 1,5-phosphomutase等がある。この酵素は、D-リボース-1,5-ビスリン酸、α-D-グルコース-1,6-ビスリン酸、2-デオキシ-D-リボース-1,5-ビスリン酸の3つの補因子を必要する。

## 構造
原核生物のホスホペントムターゼの構造は、2011年に初めて公表された。精製後、活性化後、リボース-5-リン酸及びグルコース-1,6-ビスリン酸と結合させた後の、セレウス菌のホスホペントムターゼの構造は、各々3M8W、3M8Y、3M8Z及び3OT9のコードで、蛋白質構造データバンクに収録されている。